# Lipovec, Martin
Lipovec este o comună slovacă, aflată în districtul Martin din regiunea Žilina, pe malul râului Váh. Localitatea se află la altitudinea de 400 m deasupra n.m., se întinde pe o suprafață de 12,76 km2 și în 2017 număra 940 de locuitori. Se învecinează cu Nezbudská Lúčka și Vrútky.

## Istoric
Localitatea Lipovec este atestată documentar din 1375.

## Demografie
| An:                | 1994 | 2004    | 2014    | 2024   |
| ------------------ | ---- | ------- | ------- | ------ |
| Număr de persoane: | 672  | 844     | 948     | 912    |
| Diferență:         |      | +25,59% | +12,32% | −3,79% |

| An:                | 2023 | 2024   |
| ------------------ | ---- | ------ |
| Număr de persoane: | 921  | 912    |
| Diferență:         |      | −0,97% |